# Chrysler E-Plattform
Als Chrysler E-Plattform wurden zwei unterschiedliche Plattformen des amerikanischen Automobilherstellers Chrysler bezeichnet, die in den 1970er- und 1980er-Jahren für eine Reihe von Personenwagen genutzt wurden.

## Hinterradantriebsplattform
Von 1970 bis 1974 war die E-Plattform die Grundlage für zwei Sportwagen, die im Marktsegment der Pony Cars positioniert waren und mit dem Ford Mustang konkurrieren sollten. Sie hatten Hinterradantrieb und waren technisch mit der B-Plattform verwandt, auf der die Mittelklassemodelle des Chrysler-Konzerns basierten. Von der ersten E-Plattform waren folgende Fahrzeuge abgeleitet:
- Die erste Serie des Dodge Challenger mit einem Radstand von 2.794 mm.

- Die dritte Serie des Plymouth Barracuda mit einem Radstand von 2.743 mm.

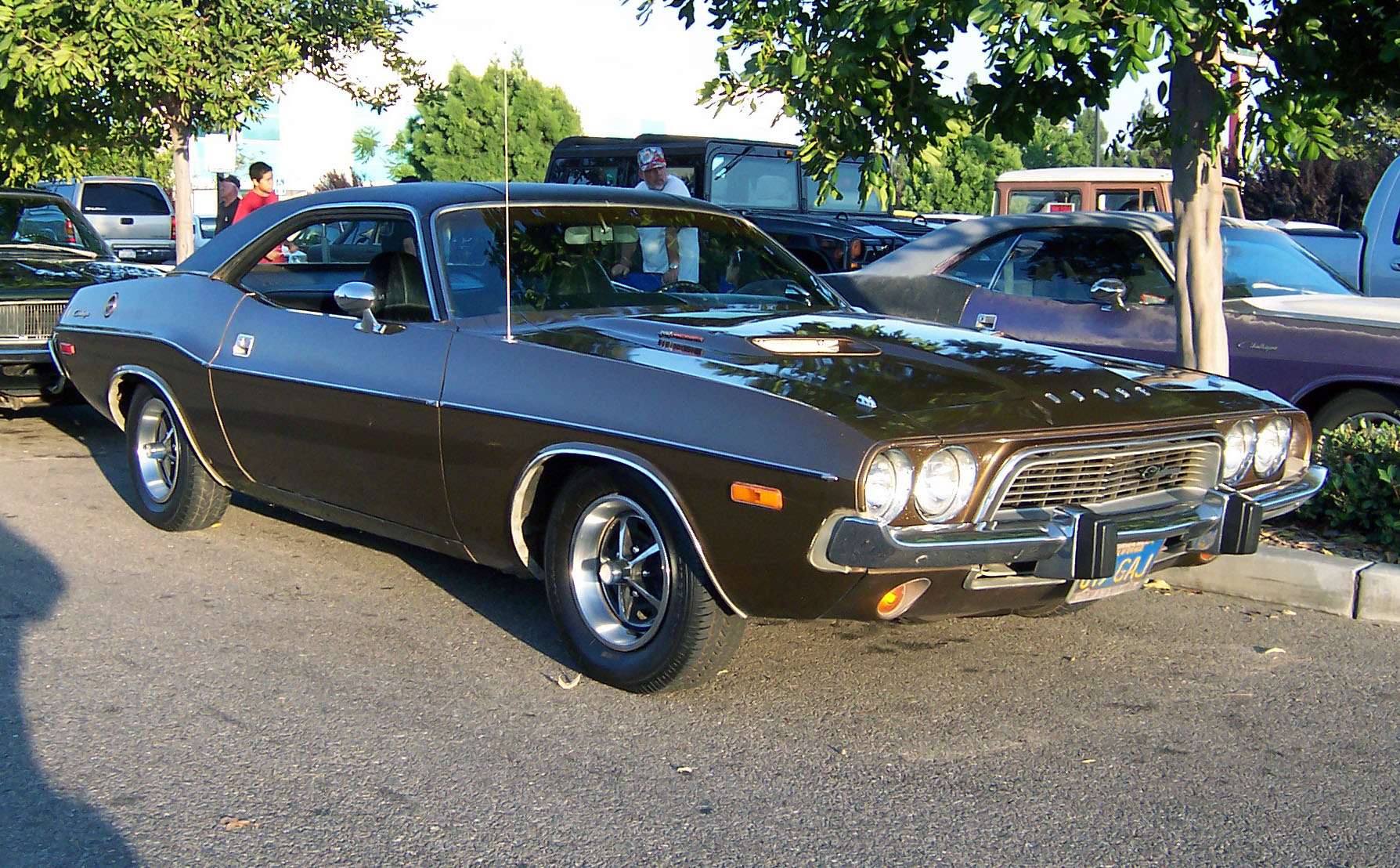
Dodge Challenger Coupé
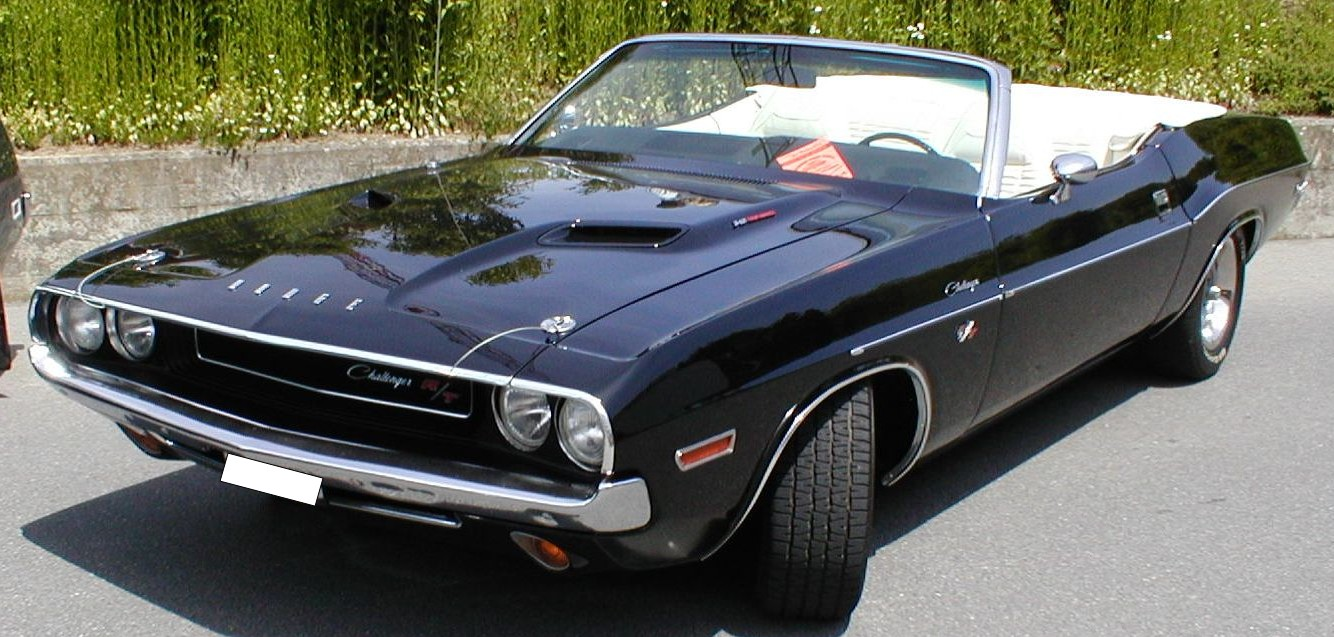
Dodge Challenger Convertible
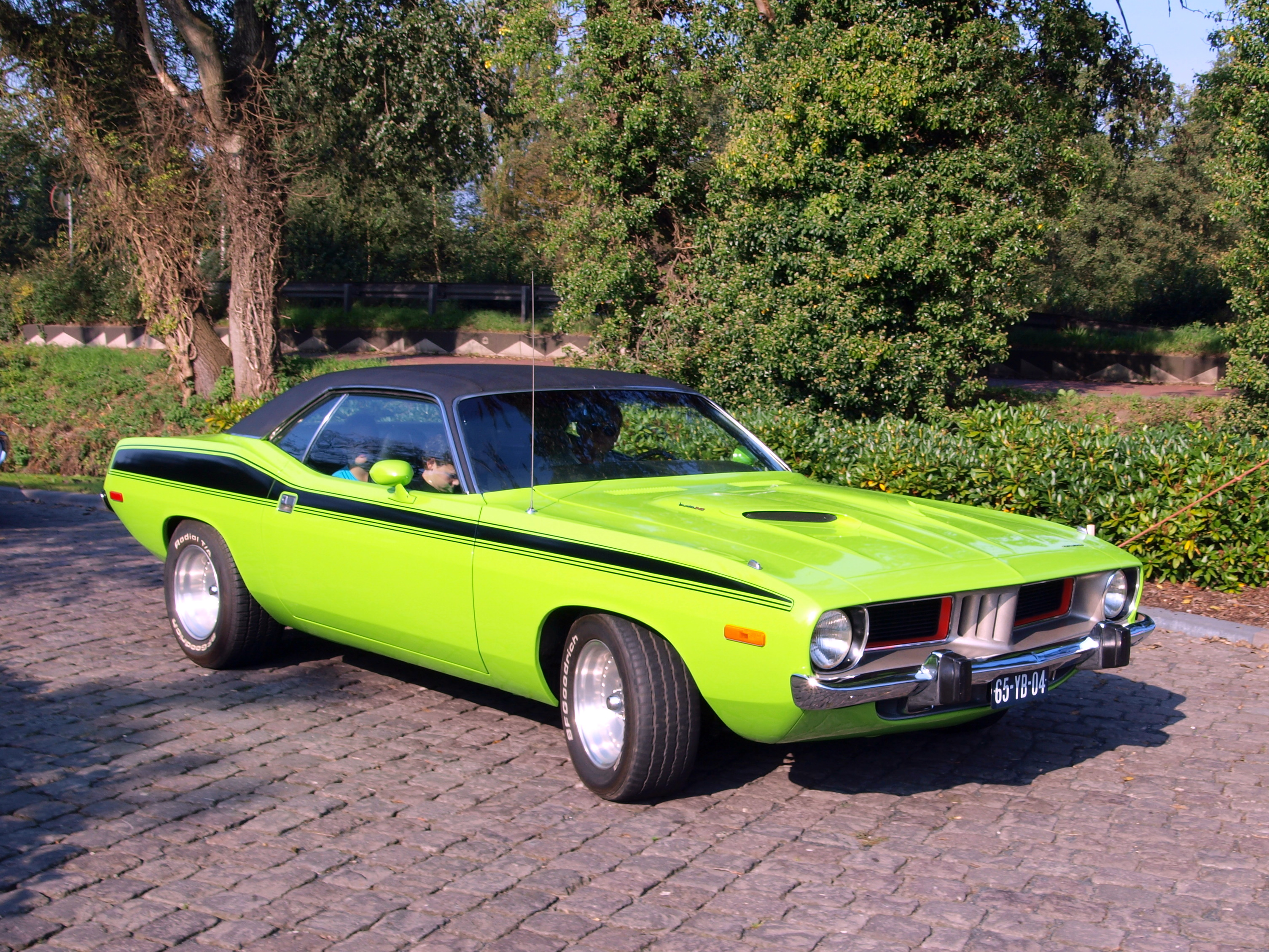
Plymouth Barracuda

## Frontantriebsplattform
Die Bezeichnung E-Plattform wurde von 1983 bis 1988 erneut verwendet. Nunmehr galt sie für eine Ableitung der K-Plattform, war im kompakten Bereich angesiedelt und hatte quer eingebaute Vierzylindermotoren mit Frontantrieb. Die E-Plattform hatte einen gegenüber der K-Plattform um 76 mm verlängerten Radstand. Wegen ihrer Verwandtschaft zu den K-Cars werden die geringfügig größeren Fahrzeuge der E-Plattform in den USA auch als „Super K's“ bezeichnet.
Wie bei den K-Cars nutzte Chrysler auch für die E-Plattform eine Vorderradaufhängung mit MacPherson-Federbeinen, hinten gab es eine Torsionskurbelachse. Die Dachlinie war geändert: Die Limousinen der K-Cars hatten zwei Seitenfenster, die der E-Plattform ein drittes Seitenfenster zwischen den Hecktüren und der C-Säule. Eine Ausnahme war der New Yorker, dessen C-Säule bis zum Abschluss der Hecktüren mit Vinyl bezogen war. Ungeachtet der Verringerung der äußeren Dimensionen war das Raumangebot der E-Cars im Innern annähernd gleich mit den größeren Hinterradantriebslimousinen, die auf der Chrysler M-Plattform basierten (Dodge Diplomat, Plymouth Gran Fury).
Die von der E-Plattform abgeleiteten Fahrzeuge waren höher positioniert als die Modelle der K-Car-Familie (Dodge Aries und Plymouth Reliant). Während die K-Cars nur von Dodge und Plymouth angeboten wurden, gab es die E-Plattform ab 1983 bei allen drei zum Chrysler-Konzern gehörenden Marken. Der ab 1985 angebotene Plymouth Caravelle ersetzte den Chrysler E-Class, mit dem er weitestgehend identisch war. Auf der E-Plattform basierten folgende Fahrzeuge:

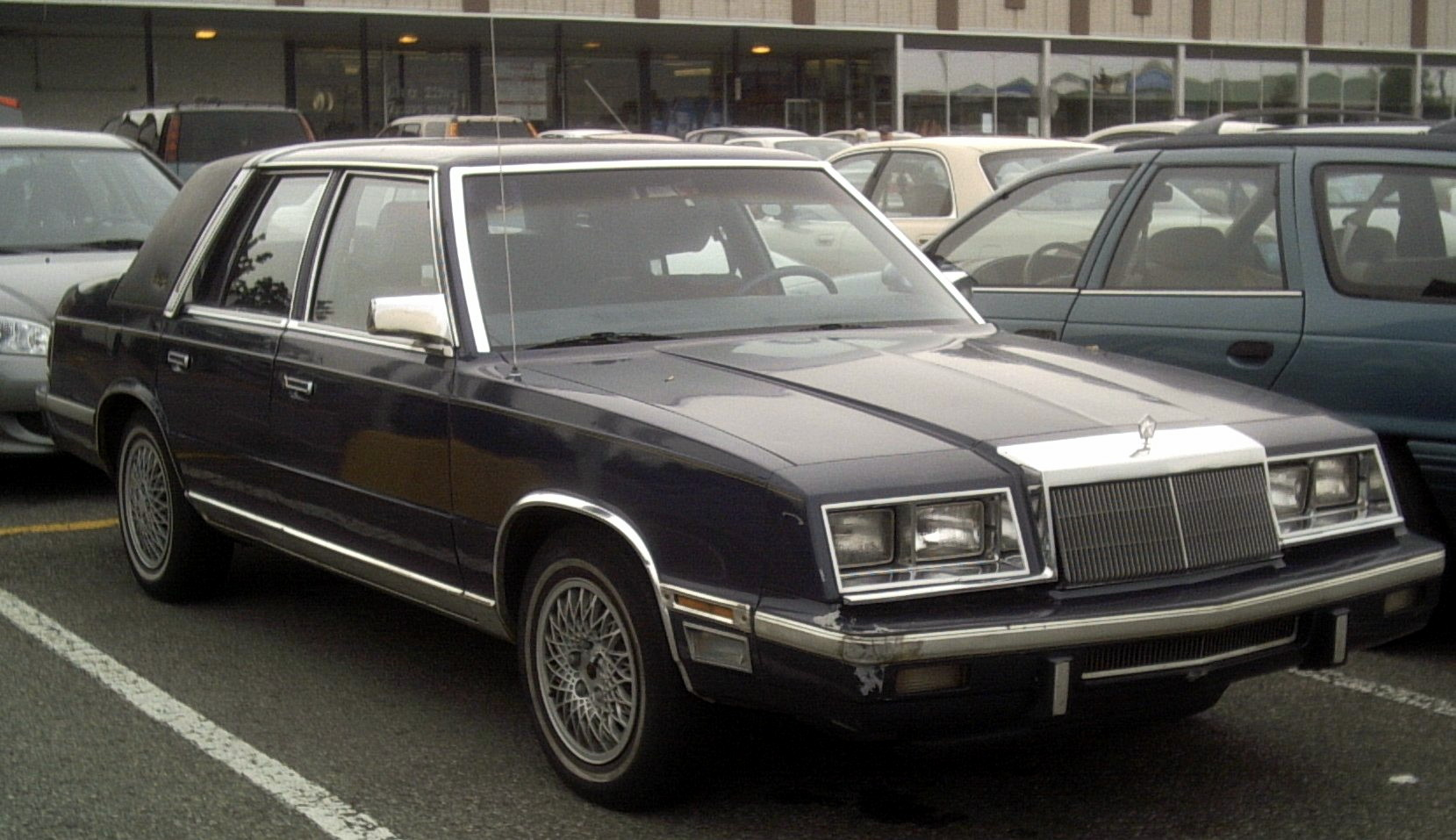
Chrysler New Yorker
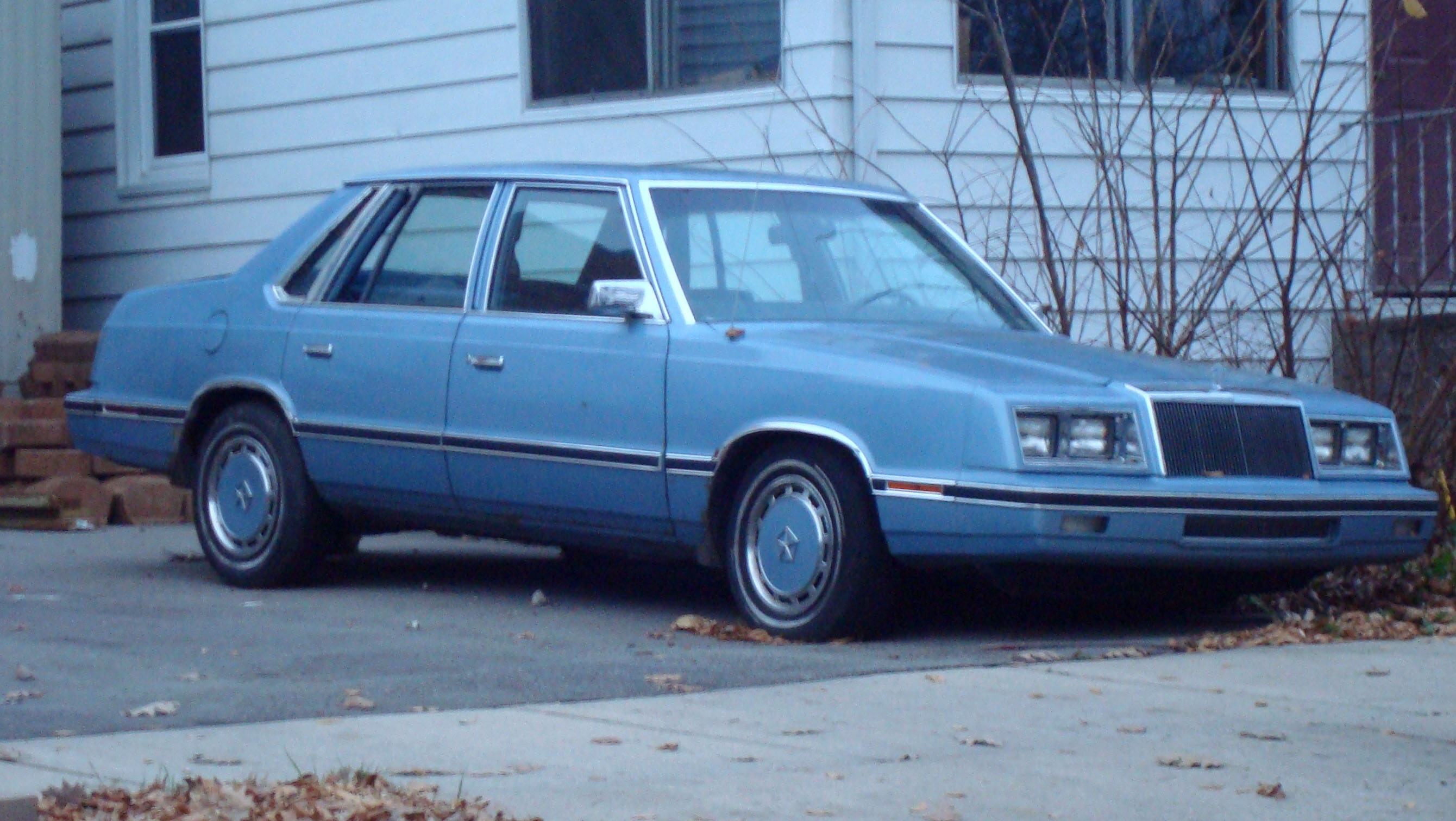
Chrysler New Yorker Turbo
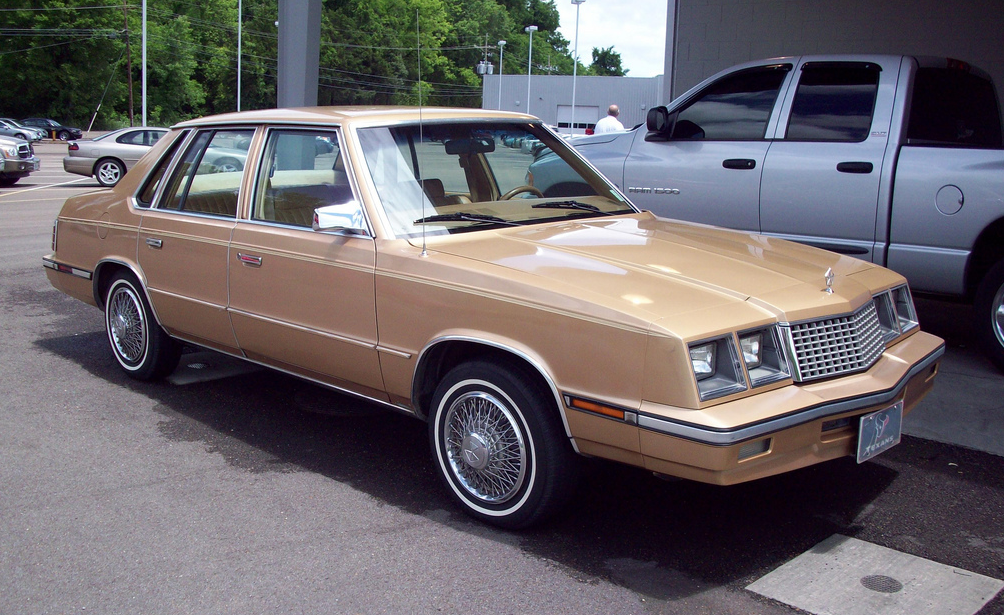
Chrysler E-Class
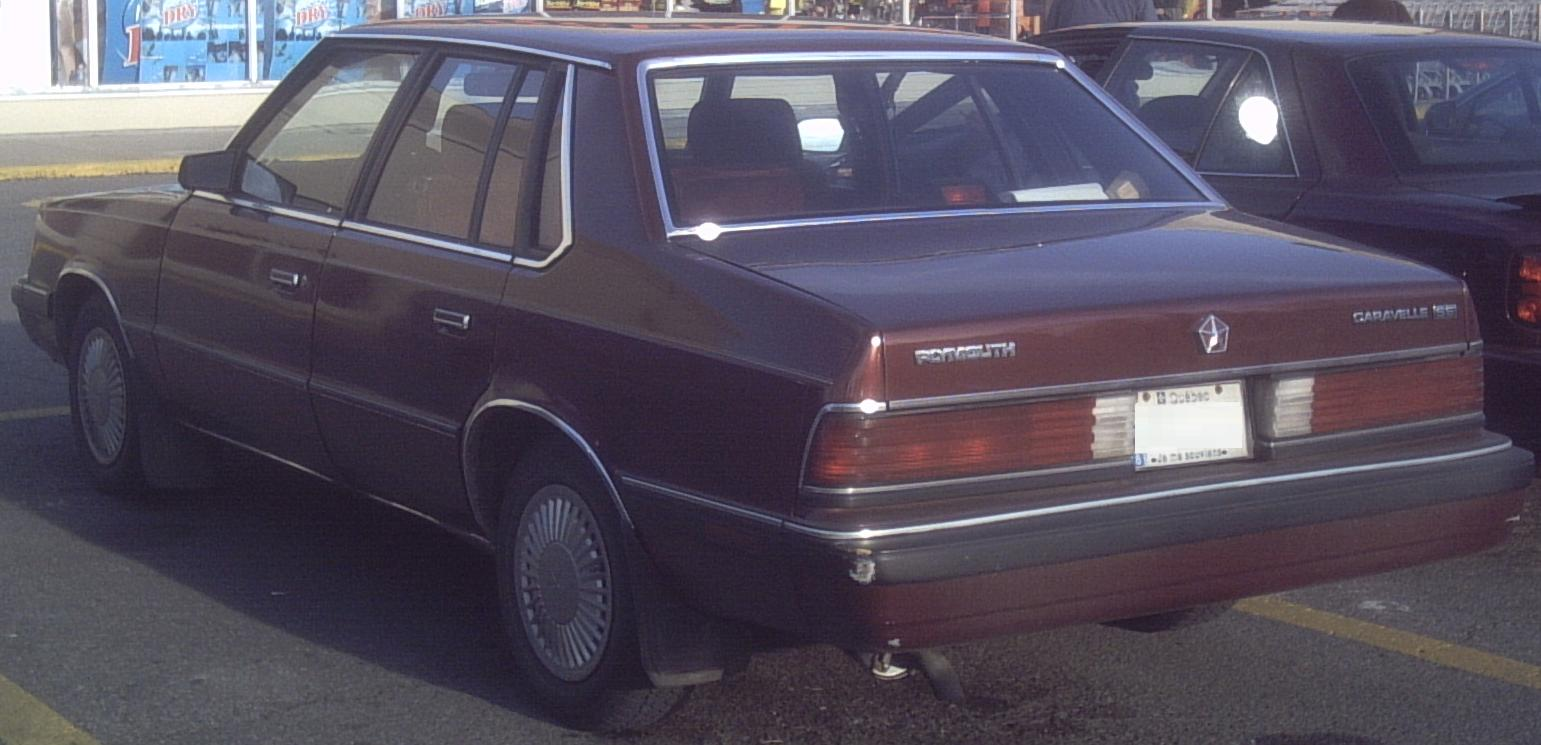
Plymouth Caravelle
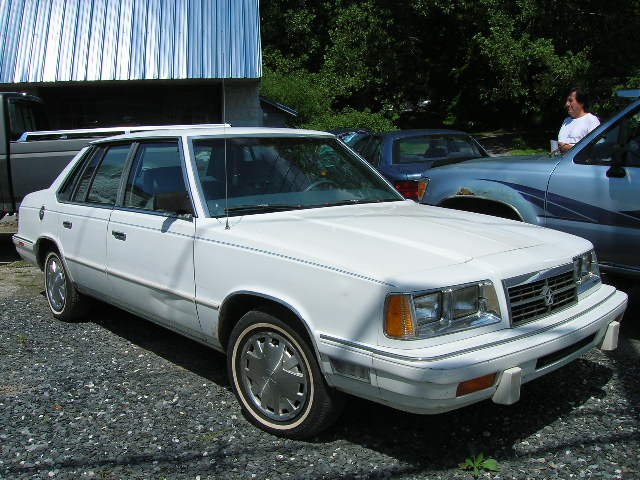
Dodge 600

Die Fahrzeuge der E-Plattform waren ausschließlich viertürige Limousinen. Zwar bot Dodge (anders als Chrysler und Plymouth) außer seiner Version der E-Serie, der 600 Limousine, auch Cabriolets und Coupés mit der Bezeichnung Dodge 600 an. Sie beruhten aber nicht auf der E-Plattform, sondern auf dem kürzeren Fahrwerk der K-Cars.
In sechs Jahren entstanden etwas mehr als 800.000 Fahrzeuge der E-Plattform.
| Produktionszahlen aller Modelle der E-Plattform | Produktionszahlen aller Modelle der E-Plattform | Produktionszahlen aller Modelle der E-Plattform | Produktionszahlen aller Modelle der E-Plattform | Produktionszahlen aller Modelle der E-Plattform | Produktionszahlen aller Modelle der E-Plattform | Produktionszahlen aller Modelle der E-Plattform |
| Modelljahr                                      | Chrysler New Yorker                             | Chrysler New Yorker Turbo                       | Chrysler E-Class                                | Plymouth Caravelle                              | Dodge 600                                       | Summe                                           |
| ----------------------------------------------- | ----------------------------------------------- | ----------------------------------------------- | ----------------------------------------------- | ----------------------------------------------- | ----------------------------------------------- | ----------------------------------------------- |
| 1983                                            | 33.832                                          | –                                               | 39.258                                          | –                                               | 33.488                                          | 106.605                                         |
| 1984                                            | 60.501                                          | –                                               | 32.237                                          | –                                               | 61.637                                          | 154.375                                         |
| 1985                                            | 60.700                                          | –                                               | –                                               | 39.971                                          | 58.847                                          | 159.518                                         |
| 1986                                            | 51.099                                          | –                                               | –                                               | 34.352                                          | 59.677                                          | 145.128                                         |
| 1987                                            | 68.279                                          | –                                               | –                                               | 42.465                                          | 40.391                                          | 151.135                                         |
| 1988                                            | –                                               | 8.805                                           | –                                               | 16.889                                          | 55.550                                          | 72.439                                          |
| Gesamt                                          | 277.411                                         | 8.805                                           | 71.495                                          | 133.677                                         | 309.590                                         | 800.978                                         |

- Chrysler New Yorker
- Chrysler E-Class
- Plymouth Caravelle (baugleicher Nachfolger des Chrysler E-Class)
- Heckansicht des Plymouth Caravelle
- Dodge 600 (Facelift 1987)